# Dolichopus impotens
Dolichopus impotens är en tvåvingeart som beskrevs av Smirnov 1948. Dolichopus impotens ingår i släktet Dolichopus och familjen styltflugor. Inga underarter finns listade i Catalogue of Life.